# فقدان ذاكرة ما بعد الصدمة

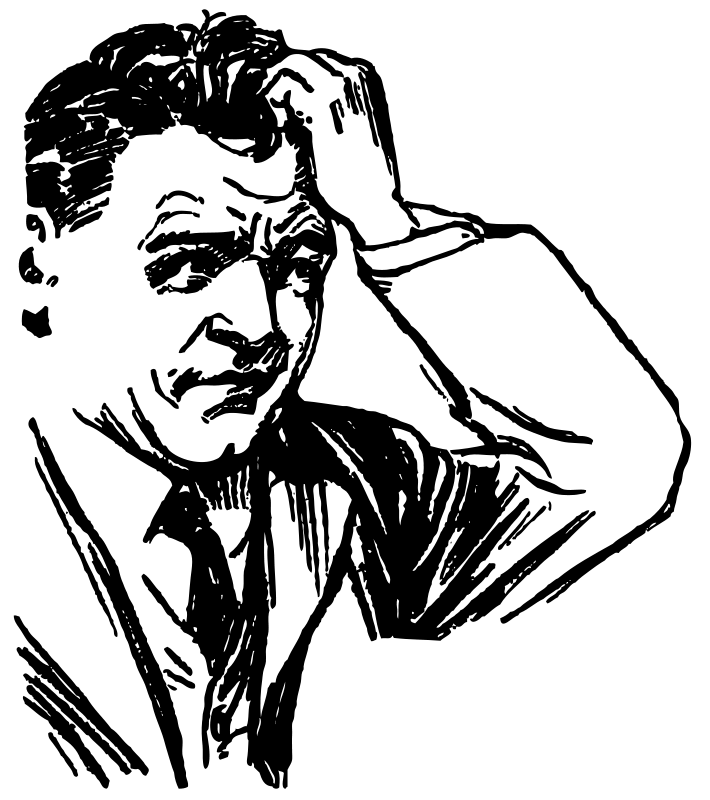

فقدان ذاكرة ما بعد الصدمة (Post-traumatic Amnesia PTA) هو اضطراب يحدث كنتيجة مباشرة للتعرض لصدمة أو إصابة في الرأس، ويكون الشخص المصاب عندها مشوشاً وغير قادر على تذكر الأحداث الحاصلة بعد الإصابة. يصبح الشخص حينها غير قادر على تذكر حالته أو اسمه، وتحديد مكانه أو معرفة الوقت. والأحداث الجديدة لا يمكنها أن تخزن بالذاكرة. حوالي الثلث من المرضى ذوي اصابات الرأس الخفيفة يُعتقد اصابتهم بما يسمى (تجزأ الذاكرة) حيث يستطيع المريض تذكر بعض الأحداث فقط. خلال فقدان الذاكرة ما بعد الصدمة يكون وعي المريض معتّم. و يتضمن فقدان الذاكرة بعد الصدمة الاضطراب أو الارتباك بالإضافة إلى فقدان الذاكرة المعتاد، لذلك فقد تم اقتراح مصطلح (الحالة الارتباكية لما بعد الصدمة) كمصطلح بديل.
يوجد نوعين لفقدان الذاكرة: فقدان الذاكرة التراجعي (فقدان الذكريات التي تكونت قبل الإصابة بوقت قصير) و فقدان الذاكرة التقدمي (مشاكل في تكوين ذكريات جديدة بعد حدوث الإصابة). كلا النوعين (فقدان الذاكرة التراجعي) و (فقدان الذاكرة التقدمي) قد تُسمى بفقدان الذاكرة بعد الحوادث، أو قد يستخدم المصطلح للإشارة لفقدان الذاكرة التقدمي فقط.
فقدان الذاكرة التقدمي قد لا يظهر إلا بعد ساعات من الحادث، وعادة ما يكون أقل العوارض تحسنا بعد فقدان الوعي. مثال شائع في اصابات الرأس في الرياضة، اللاعب الذي كان قادراً على أداء المهام العقلية المعقدة لقيادة فريق كرة القدم بعدما يصاب بارتجاج في الرأس لن يتذكر في اليوم التالي ماحدث في المباراة بعد اصابته. الأشخاص الذين يعانون من فقدان الذاكرة الرجعي قد يستعيدون ذاكرتهم بشكل جزئي لاحقاً، أما في فقدان الذاكرة التقدمي لا يمكن استعادة الذكريات لأنها لم تشفر بدقة.
المصطلح (فقدان ذاكرة ما بعد الصدمة) أُستخدم لأول مرة في عام 1928 في بحث أجراه سايمندز أشار فيه للفترة ما بين الإصابة وعودة الذاكرة الثابتة والكاملة والتي تتضمن الوقت الذي كان المريض خلاله فاقداً للوعي.
وقد تسلك عملية استعادة الذكريات منحى زمني يعتمد على عمر الذكريات الموجودة وهو ما يصفه قانون ريبوت.

## قياس حدة الإصابة بالصدمة الدماغية
اُقترح بأن يكون (اضطراب فقدان ذاكرة مابعد الصدمة) أفضل مقياس لشدة صدمات الرأس لكن قد لا يكون مؤشراً موثوقاً للنتائج. على أي حال، فترة اضطراب فقدان الذاكرة قد ترتبط بعواقب احتمالية الإصابة بمشاكل نفسية وسلوكية.
الأنظمة المصنفة لتحديد حدة إصابة الدماغ قد تَستخدم المدة الزمنية لفقدان الذاكرة وحدها أو مع عوامل أخرى مثل الدرجات الموجودة في «مقياس غلاسكو للغيبوبة» و المدة الزمنية لفقدان الوعي لتقسيم اصابة الدماغ إلى فئات من الخفيف، والمعتدل والشديد. هناك نظام شائع يَستخدم العوامل الثلاث لقياس حدة اصابة الدماغ، ونظام آخر يستخدم اضطراب فقدان الذاكرة كعامل وحيد لتحديد اصابة الدماغ معروضان في الجدول على اليمين. المدة الزمنية لإضطراب فقدان الذاكرة عادة تتلازم جيداً مع مقياس غلاسكو للغيبوبة و تستمر حوالي أربع مرات أطول من فقدان الوعي.
اضطراب فقدان الذاكرة يُعتبر كسمة فارقة في ارتجاج المخ، ويُستخدم كمقياس لتوقع حدة الارتجاج، مثال على ذلك: مقياس درجات الارتجاج قد يكون مقياس حدة الارتجاج أكثر فاعلية من مقياس غلاسكو للغيبوبة لأن مقياس غلاسكو قد لا يكون بالغ الدقة بشكل كافٍ. لأن الذين يعانون من ارتجاج في المخ يحصلون بسرعة على مجموع 15 - الدرجة الكاملة- في مقياس غلاسكو للغيبوبة
ازدياد مدة فقدان الذاكرة أو فقدان الوعي بعد الإصابة مُباشرة، تُعطي مُؤشر لمدة أطول من التعافي من باقي أعراض الارتجاج ازدياد المدة الزمنية لاضطراب فقدان الذاكرة يتزامن مع تصاعد خطر الإصابة بمضاعفات اصابة المخ كصرع ما بعد الصدمة.

## التقييم
قد يكون من الصعب قياس مدة اضطراب فقدان الذاكرة بدقة، ربما يكون مبالغ فيه (مثلاً, إذا كان المريض نائم أو تحت تأثير المخدر أو الكحول لفترة من الوقت ) أو مُستهان به ( مثلاً, إذا بعض الذكريات تكون قد عادت قبل استعادة الذاكرة المتواصلة) توجيه جلافستون واختبار فقدان الذاكرة (GOTA) وُجد لُيحدد كم هو واعي المريض وكم من المواد هم قادرين على تذكرها. (GOTA) أو توجيه جلافستون واختبار فقدان الذاكرة هو أكثر مقياس موحد يُستخدم بشكل واسع لتقييم احتمالية اضطراب فقدان الذاكرة PTA الاختبار مُكون من 10 بنود تُقيم الوعي والتذكر للأحداث قبل وبعد الإصابة من الممكن أن يُستخدم لتقييم مدة الإصابة باضطراب فقدان الوعي; هذا الاختبار GOTA وٌجد أنه يتنبأ بشدة بالنتائج الوظيفية كما تُقاس بمقياس غلاسكو للغيبوبة، بالعودة إلى الإنتاجية، الوظائف النفسية الاجتماعية والحالة النفسية .

## مقالات ذات صلة
- الذاكرة والصدمة
- فقدان الذاكرة